# Jesion z naroślą
Jesion z naroślą – jesion wyniosły o rozmiarach pomnikowych rosnący w Puszczy Białowieskiej, jeden z najpotężniejszych jesionów w Puszczy Białowieskiej; rośnie na terenie Białowieskiego Parku Narodowego. Rośnie w środowisku, w którym jest dużo wilgoci.
W roku 2008 był trzecim potężnym jesionem Puszczy Białowieskiej, po Jesionie Olbrzymie i Jesionie Kolumnowym. Obwód pnia na wysokości 130 centymetrów od postawy wynosi 455 centymetrów (w 2008 roku), całkowita wysokość drzewa wynosi 37-38 metrów (pomiar dokonany został dalmierzem laserowym w roku 2008); wysokość strzały pnia do pierwszej gałęzi wynosi 17-18 metrów.
Wiek drzewa szacowany jest na około 250 lat. Nazwa drzewa pochodzi od narośli osadzonej na południowej stronie pnia, 1,5 m od ziemi. Podstawa pnia jest porośnięta mchem.
Kondycja drzewa nie jest w najlepszym stanie; korona drzewa jest zwarta, konary zwrócone do góry, częściowo już przerzedzona.